# Чарінг-кросс (станція метро)
51°30′29″ пн. ш. 0°07′29″ зх. д. / 51.508055555556° пн. ш. 0.12472222222222° зх. д.

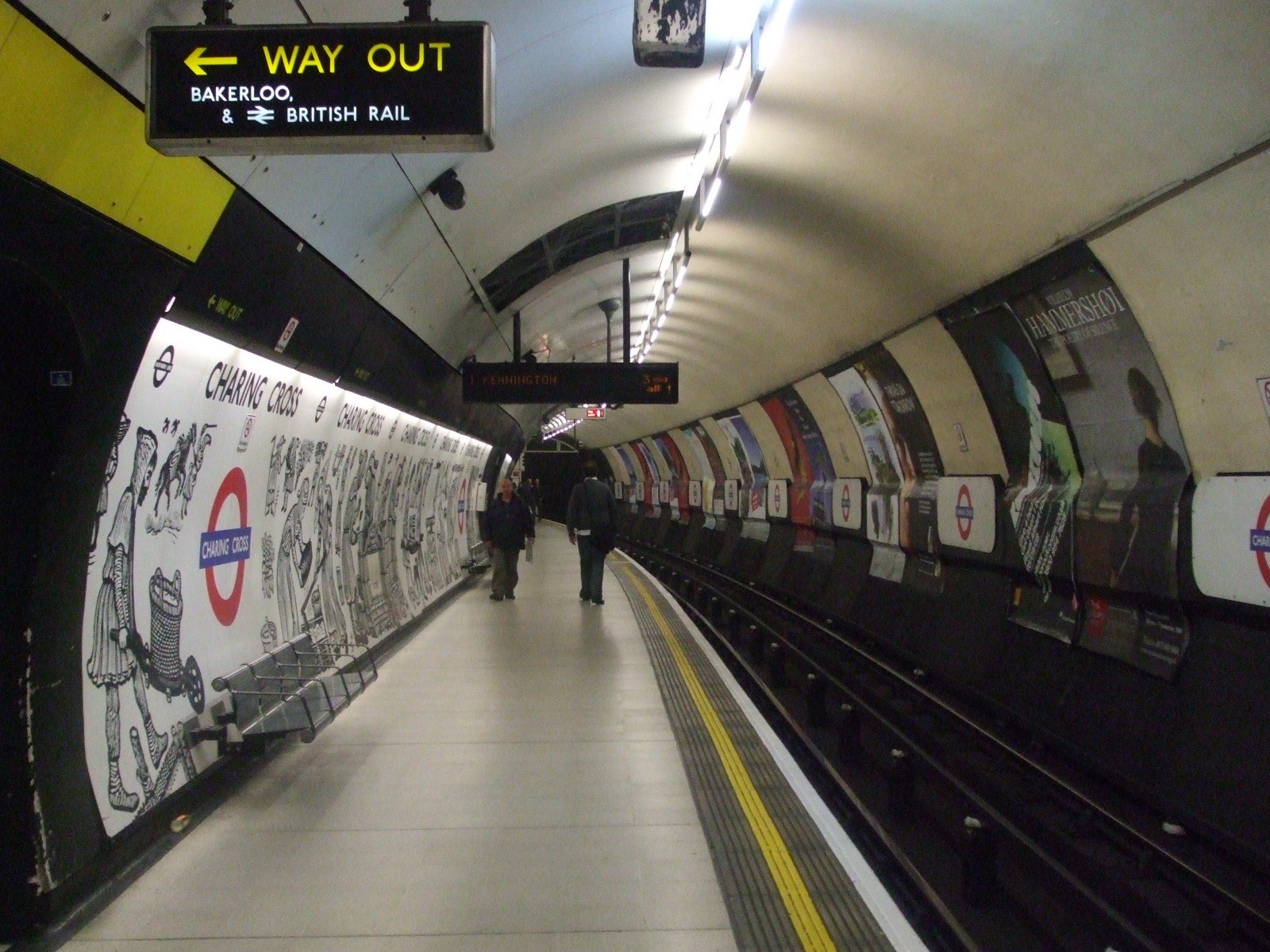
Платформа Північної лінії станції Чарінг-Кросс

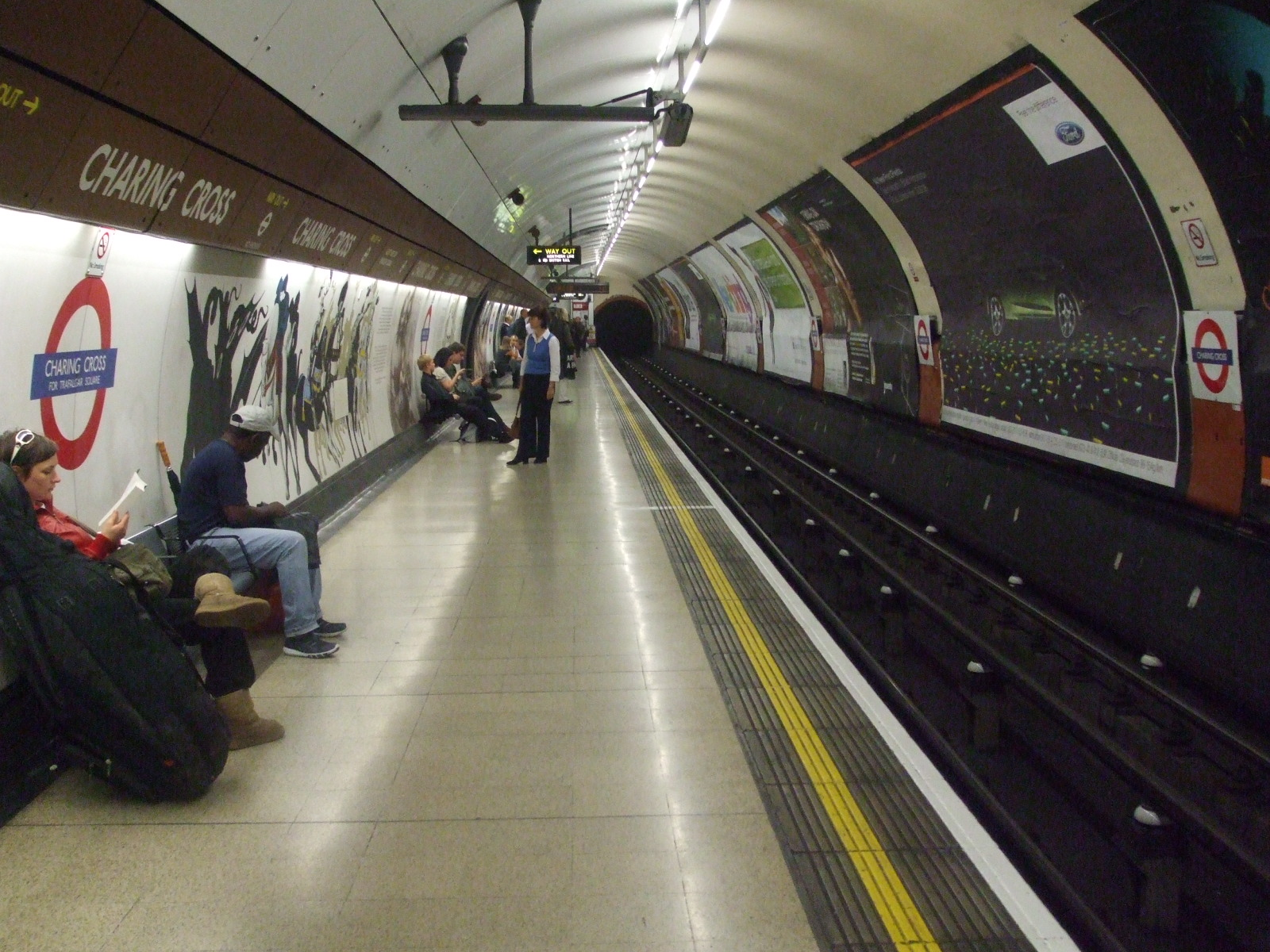
Платформа станції Чарінг-Кросс, лінії Бейкерлоо

Чарінг-Кросс (англ. Charing Cross) — станція Лондонського метро, обслуговує лінії Північна та Бейкерлоо. Розташована під Чарінг-Кросс, Вестмінстер, з виходами на Трафальгарську площу та вулицю Стренд. Розташована у 1-й тарифній зоні. 
Пасажирообіг станції на 2015 рік — 20.69 млн. осіб
Потяги на лінії Бейкерлоо працюють на коліях 1 та 2, на Північній лінії — на коліях 5 та 6. Колії 3 та 4 — розташовані на лінії Джубилі, і використовуються лише у виняткових випадках.

## Історія
Платформи ліній Північної та Бейкерлоо були спочатку відкриті як дві окремі станції і були об'єднані, коли, тепер не діючі, платформи лінії Джубилі були відкриті. Складові станції також пройшли ряд змін у назві протягом своєї історії.
Платформа Бейкерлоо, була відкрита як Трафальгар-сквер 10 березня 1906 року на Baker Street & Waterloo Railway (BS&WR). Платформи Північної лінії були відкриті 22 червня 1907, як станція Чарінг-кросс на Charing Cross, Euston & Hampstead Railway
Станція Північної лінії Станд була закрита 4 червня 1973 року до 1976 року з метою будівництва нових платформ Джубилі. Ці платформи були побудовані між лінією Бейкерлоо та платформами Північної лінії. Перед відкриттям пересадки на нову станцію, з 4 серпня 1974 року Чарінг-крос була перейменована на Чарінг-крос-ембанкмент. Платформи лінії Джубилі та відремонтовані платформи Північної лінії, відкриті 1 травня 1979 року, з цієї дати комбінована станція, включаючи Трафальгар-сквер, отримали свою поточну назву.
Хоча платформи Чарінг-крос були побудовані як південний край лінії Джубилі, плани вже існували, щоб продовжити лінію на схід до Луїшема на південному сході Лондона.
З 20 листопада 1999 року, по відкриттю нової черги лінії Джубилі між станціями Грін-парк та Ватерлоо, платформи лінії Джубилі на станції Чарінг-кросс були закриті для публіки.

## Пересадки
- Автобуси операторів 
  - London Buses  маршрути 6 , 9 , 13 , 15 , 23 , 87 , 139 , 176, 15H та нічні маршрути N9 , N15 , N21 , N26 , N44 , N87 , N155 , N199, N343 .
  - Green Line 748
- Пасажирські потяги на залізничній станції Чарінг-Кросс
- Станцію Кільцевої лінії Лондонського метрополітену — Ембанкмент

## Найближчі визначні пам'ятки
- Трафальгарська площа
- Національна галерея та Національна портретна галерея
- Амбасада Південноафриканської Республіки
- Амбасада Канади
- Сент-Мартін-ін-зе-Філдс
- Колона Нельсона
- Арка Адміралтейства
- Готель Савої
- Мелл
- Уайтхолл
- Ковент-Гарден